# Klop Orgels & Klavecimbels
Klop Orgels & Klavecimbels, internationaal ook wel Klop Early Keyboard Instruments, gevestigd te Garderen, is een Nederlandse orgel- en klavecimbelbouwer.

## Geschiedenis
Het bedrijf is in 1966 opgericht door Gerrit Klop (1935-2018), die van beroep chemicus was. Hij bouwde als hobby enkele kleine orgels. Na gegrepen te zijn door een klavecimbelconcert in Rouen tijdens een dienstreis, bouwde hij in de garage van zijn huis in De Meern in Utrecht zijn eerste klavecimbel. Toen het in zijn werk als chemicus tegenzat, besloot hij van zijn hobby zijn werk te maken. Al vanaf de oprichting liep de Werkplaats voor klavecimbelbouw goed. Op zoek naar een grotere werkplaats verhuisde Klop in 1968 naar Garderen, waar het bedrijf nog steeds is gevestigd. Juist in die tijd kwam de belangstelling voor oude muziek en voor de 'historisch geïnformeerde' uitvoeringspraktijk op. Deze stroming, met in Nederland vertegenwoordigers als Frans Brüggen en Gustav Leonhardt, hechtte grote waarde aan het gebruik van de juiste instrumenten. Daardoor ontstond vraag naar instrumenten die als replica naar historisch voorbeeld waren vervaardigd.
Klop begon met het bouwen van klavecimbels, later kwamen daar kistorgels bij. Sinds 1988 maakt het bedrijf ook grote kerkorgels. Het bedrijf bouwt klavecimbels, spinetten, pijporgels, continuo-orgels (kistorgels) en allerlei andere toetsinstrumenten naar voorbeelden van voor 1800. Het bedrijf heeft 10 medewerkers.
In 1995 nam oudste zoon Henk Klop de leiding van het bedrijf over van zijn vader. Sinds 2014 is ook de derde generatie Klop, Gerrits kleinzoon Niels, in het bedrijf werkzaam. Nadat vroeger vooral klavecimbels gebouwd werden, ligt het zwaartepunt op de kleinere orgels. De klantenkring heeft zich met de jaren verplaatst van Nederland naar de rest van wereld.

## Ambacht
Instrumenten worden naar historisch voorbeeld met de hand vervaardigd. Zo worden op verzoek raven- en condorpennen gebruikt voor de plectra waarmee de snaren van het klavecimbel worden getokkeld. Orgels zijn volledig van hout gemaakt, in de traditie van het Italiaanse organo di legno, het houten orgel uit de Renaissance. Men gebruikt veelal populieren- en lindehout voor de bekisting en ceder- of perenhout voor de pijpen. Concessies worden er ook gedaan: de meeste orgels zijn voorzien van een windmachine in plaats van een voetbediende balg. Omdat moet worden afgezien van het gebruik van ivoor worden toetsen gemaakt van koeienbeen.

## Instrumenten (selectie)
- Kerkorgel (1988) voor de Maranathakerk in Driebergen, naar voorbeeld van het Compeniusorgel in het Deense slot Frederiksborg uit 1612.
- Kerkorgel (1992-1993) voor de Sint-Ceciliakerk in Berkel-Enschot.
- Kerkorgel (1998) voor de evangelische Kreuzeskirche in Duisburg-Marxloh

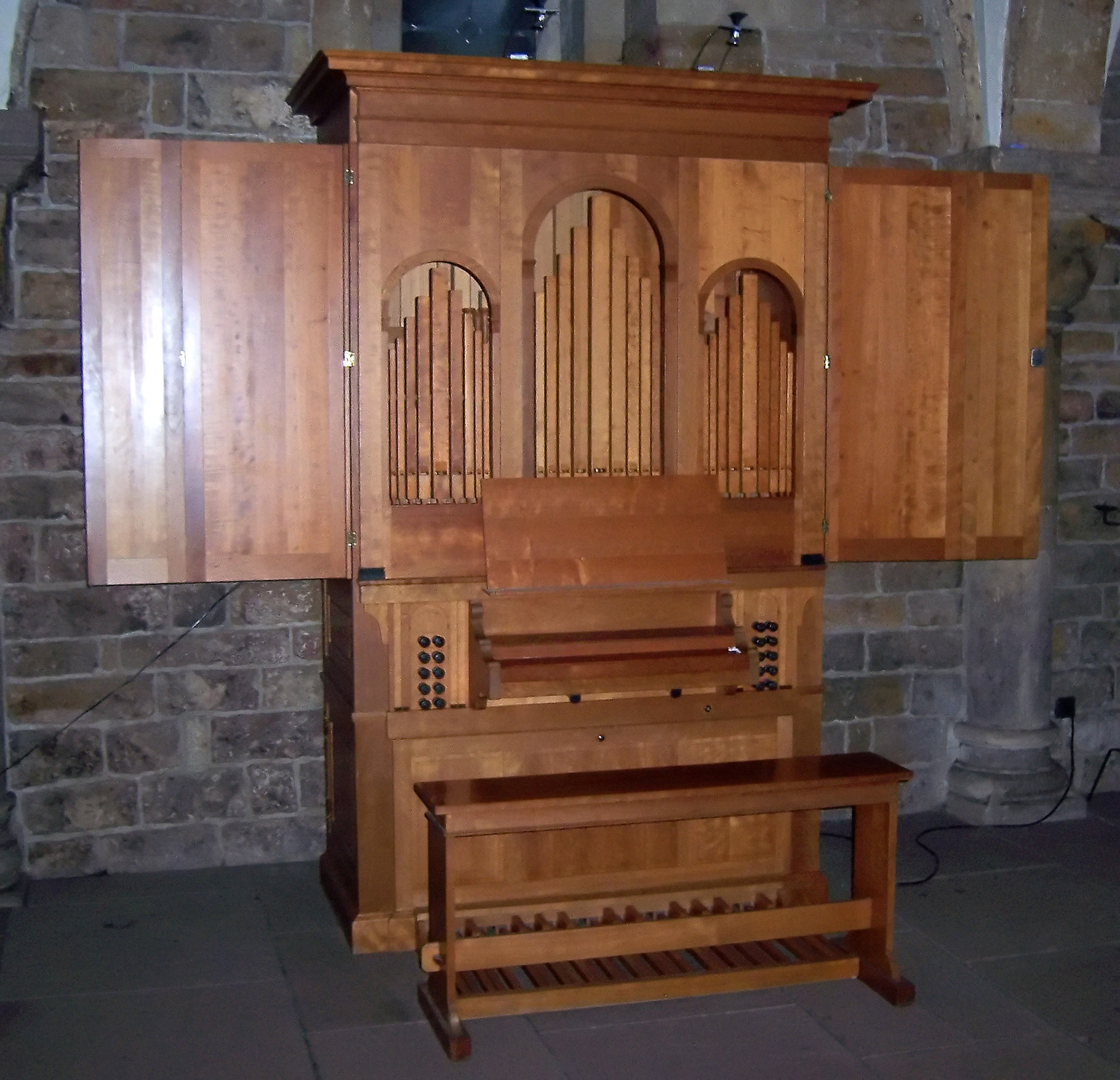
Organo di legno in Italiaanse renaissance-stijl, in de oostcrypte van de Dom van Bremen
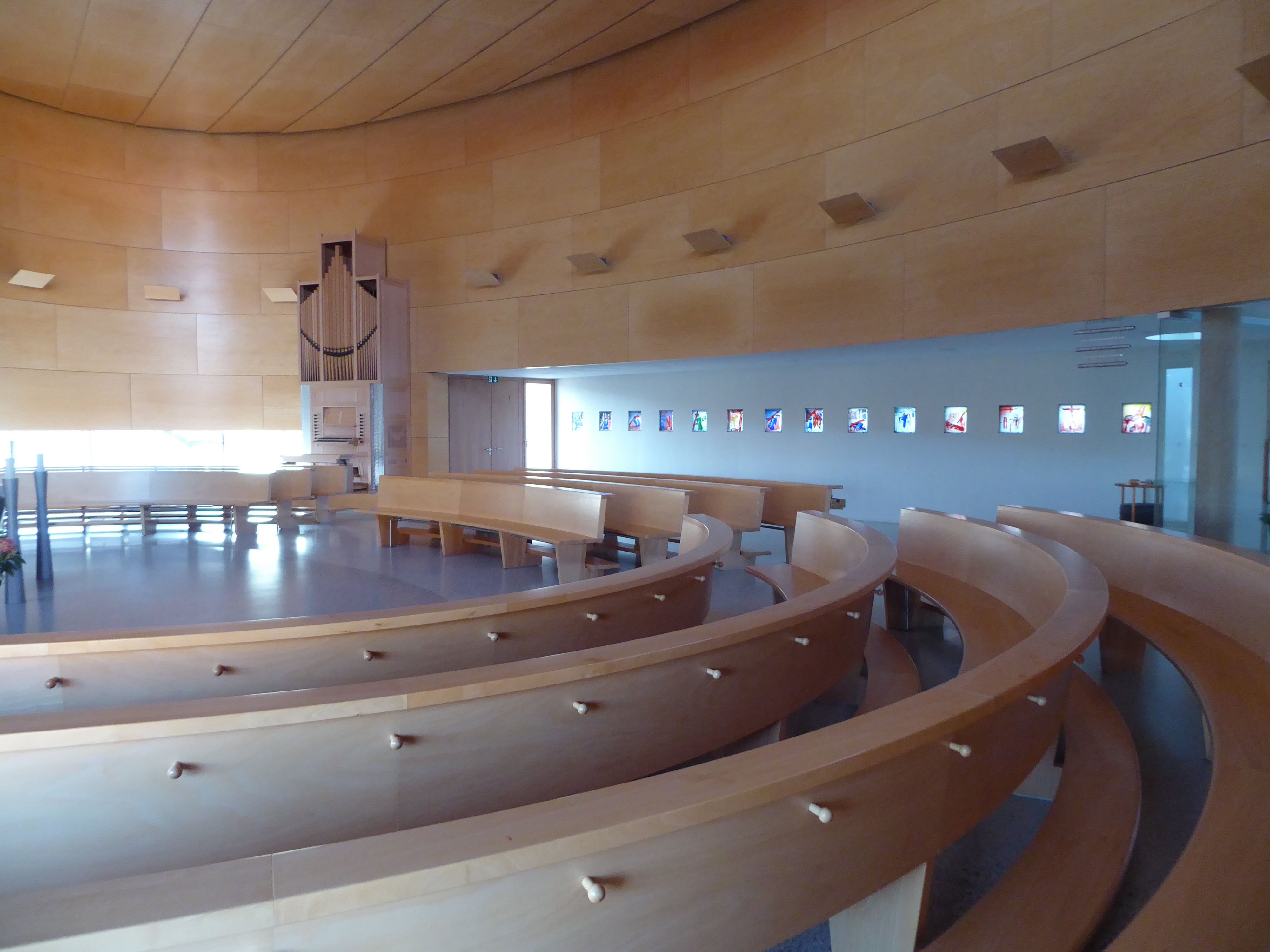
Kerkorgel in de Filialkirche in Oberrohrbach
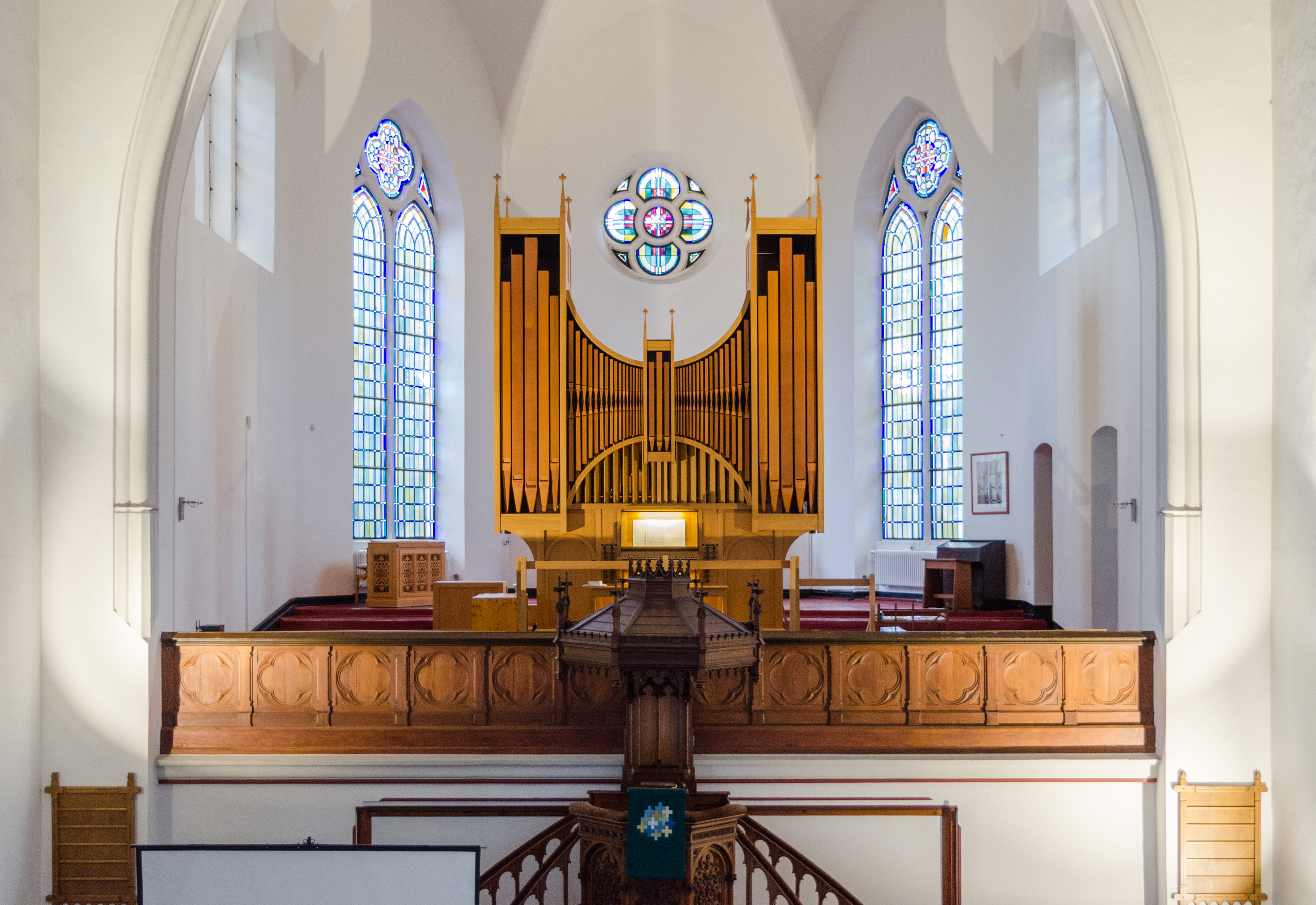
Kerkorgel in de Kreuzeskirche in Duisburg-Marxloh
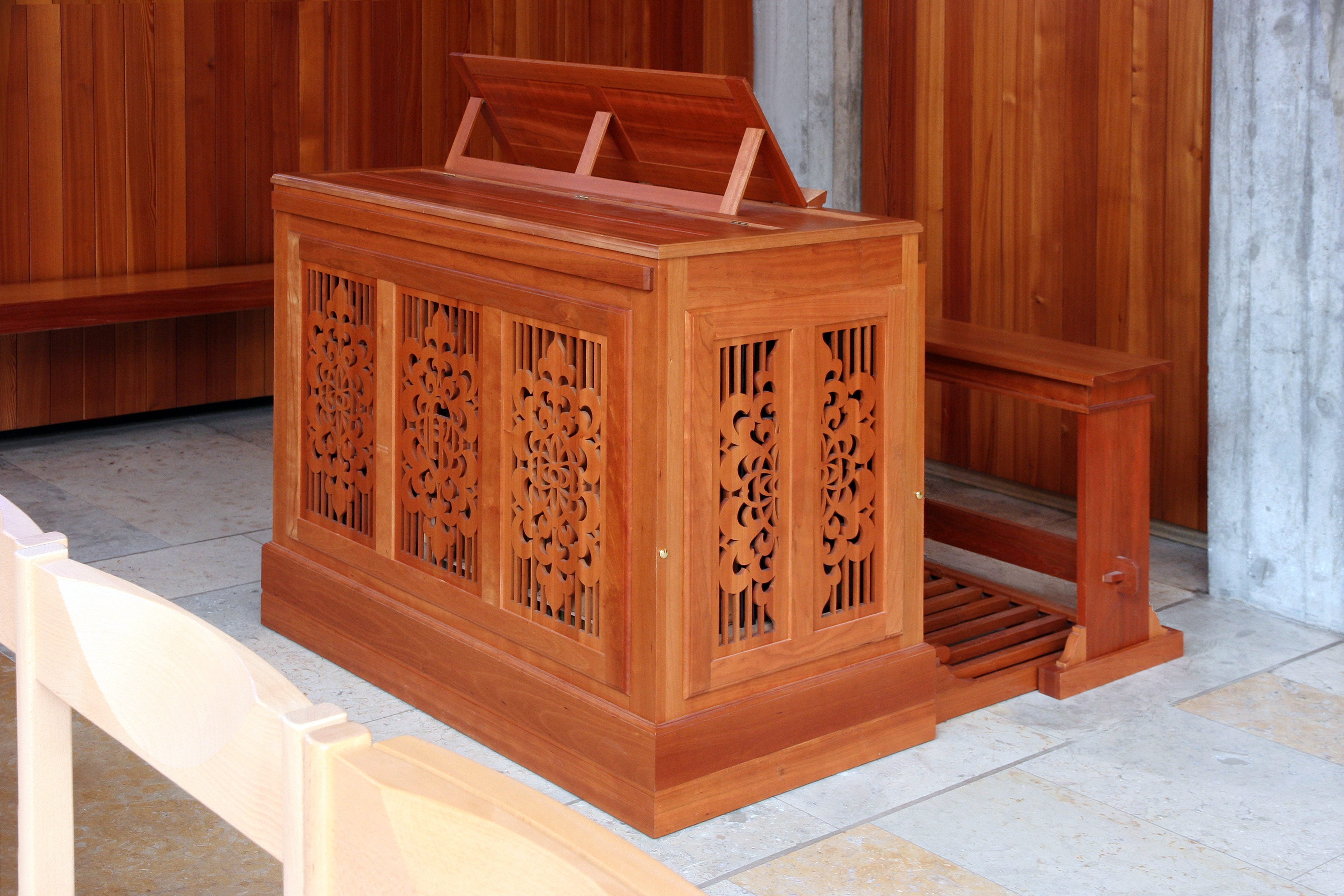
Kistorgel in de St. Elisabethkirche in Kilchberg, Zwitserland
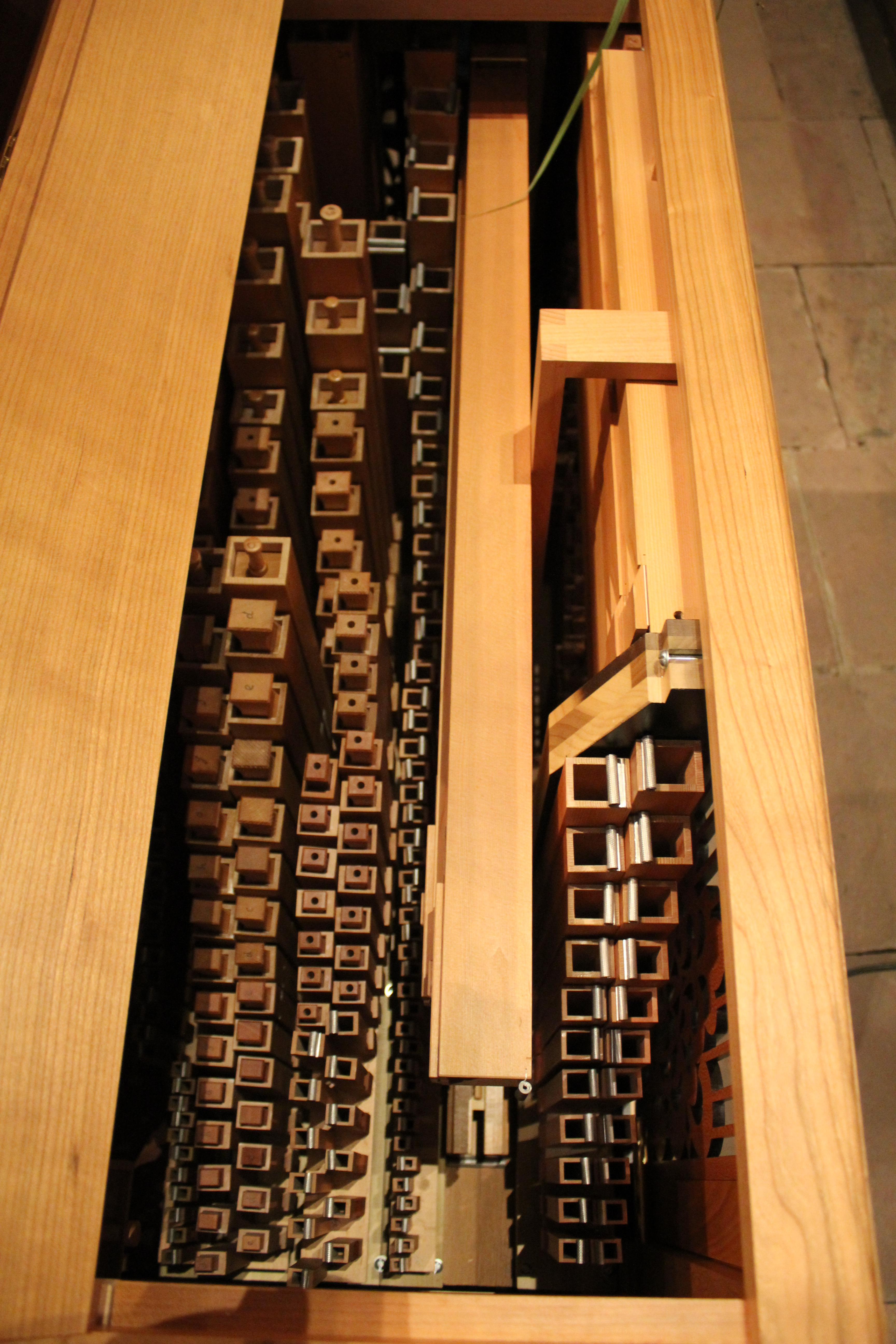
Detail van de houten pijpen in het Klop-kistorgel in de St.-Elisabethkirche